# Abánades
Abánades – gmina w Hiszpanii, w prowincji Guadalajara, w Kastylii-La Mancha, o powierzchni 36,08 km². W 2011 roku gmina liczyła 70 mieszkańców.